# Breakup 2 Makeup
„Breakup 2 Makeup” este un cântec al interpretei americane Ashanti. Acesta a fost compus de Irv Gotti și inclus pe cel de-al doilea material discografic de studio al artistei, Chapter II. Piesa a fost lansată ca cel de-al treilea disc single al albumului pe data de 16 martie 2004.
Discul single a beneficiat de un videoclip și o lansare pe compact disc, însă a intrat doar în clasamentele din Statele Unite ale Americii. „Breakup 2 Makeup” a obținut locul 76 în Billboard Hot R&B/Hip-Hop Songs, devenind primul cântec al artstei ce nu obține poziționări în top 10.

## Clasamente
| Clasament                            | Poziția maximă | Referință |
| ------------------------------------ | -------------- | --------- |
| U.S. Billboard Hot R&B/Hip-Hop Songs | 76             | [ 3 ]     |